# تقييم المخاطر
عمليّة تقييم المخاطر هي العمليّة الشّاملة لتحليل وتقييم المخاطر الّتي يمكن التّعريف عنها من خلال النّقاط التالية:
تحديد الأحداث المستقبليّة المحتملة التّي يمكن أن تؤثّر سلبا على الأشخاص، الممتلكات والبيئة المحيطة. من ثمّ يتمّ تفنيدها وتصنيفها لدراسة وتحليل كل احتمال على حدة. وكجزء من هذه العمليّة، إنّ تحديد المخاطر المحتملة يمكن  التعبير عنه بطريقة كمّية أو نوعيّة.
إطلاق الأحكام حول قدرة تحمّل هذه المخاطر مع أخذ العوامل المؤثّرة بعين الاعتبار.
وتتألّف هذه العمليّة من مراحل عديدة كما يوضحه المستند 1:

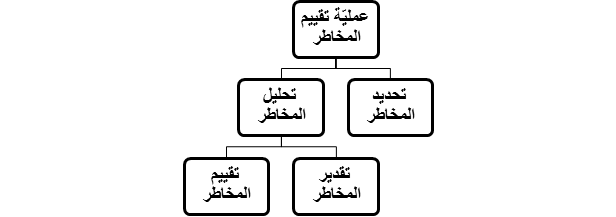
مستند 1: خطوات عملة تقييم المخاطر

إنّ تحديد المخاطر ونمذجتها والقياس الكميّ والحسابات لتقييمها تتعلّق بأسئلة تقييم المخاطر الثّلاثة التي طرحها «كابلان» و«غاريك»:
- ما الّذي يمكن أن يحدث ولماذا؟
- ما هي النتائج المحتملة؟
- ما هو احتمال حدوثها في المستقبل؟

وتهدف عمليّة تقييم المخاطر إلى الإجابة عن الأسئلة الثّلاثة السابقة بالإضافة إلى السؤالين التّاليين:
- ما هي العوامل الّتي من شأنها تخفيف النّتائج المحتملة أو تقليل احتماليّة حدوث المخاطر؟
- هل يمكن تحمّل درجة الخطر وقبولها، وهل تتطلّب إجراءات محدّدة لمعالجتها؟ [2]

بتعريف أبسط، إنّ تقييم المخاطر هو جزء أساسيّ من استراتيجيّة شاملة لإدارة المخاطر، يهدف بعد تقييم المخاطر إلى اتّخاذ تدابير وقائيّة للقضاء على المخاطر المحتملة أو التّقليل منها. فهو تحليل ما يمكن أن يعرقل سير العمل بالشّكل المطلوب، ما هي احتماليّة حدوث هذه الأخطاء والعراقيل وما هي العواقب الممكنة ومدى إمكانيّة تحمّلها.

## ضرورة تقييم المخاطر
إنّ تقييم المخاطر هو حاجة ملحّة على كافّة الأصعدة:

### الفرديّة
قد تكون عمليّة تقييم المخاطر غير رسميّة إلى حدّ ما على المستوى الاجتماعيّ الفرديّ وإدارة والمخاطر المنزليّة،  أو قد تكون عمليّة معقدة على المستوى الإستراتيجيّ. في كلتا الحالتين، إنّ القدرة على توقّع الأحداث المستقبليّة وخلق استراتيجيّات فعّالة لتخفيفها عندما تكون غير مقبولة يعتبر أمرا حيوياًّ.
على المستوى الفرديّ، قد يكون كل ما هو ضروريّ القيام بعمليّة بسيطة لتحديد الأهداف والمخاطر، مع تحديد أهميّتها والتّخطيط لها. إنّ إطلاق الأحكام المسبقة وتقييم المخاطر الفرديّة قد تتأثّر بالعوامل النّفسية، الأيديولوجيّة، الدينيّة أو غير ذلك من العوامل الذاتيّة المتعلّقة بكل شخص مما يؤثّر على موضوعيّة العمليّة. هناك قابليّة من الأفراد ليكونوا أقلّ عقلانيّة فيما يتعلّق بالمخاطر الممكن أن يتعرّضوا لها. هناك أيضاً ميل إلى الإستخفاف بالمخاطر التي تنتج عن أعمال يمكنهم التّحكم بها أو حيث يظنّ الفرد نفسه مسيطراً عليها، مثلاً الإستهتار بمخاطر التدخين.

### المنظميّة
يمكن أيضًا تقييم المخاطر على مقياس أكبر، أي على المستوى التنظيميّ الإستراتيجيّ، على سبيل المثال تقييم مخاطر المصانع والمؤسّسات، حيث من الضروريّ وضع سياسات أكثر تفصيلاً، وتحديد المستويات المقبولة من المخاطر، الأولويّات والإجراءات الواجب اتّباعها داخل المنظّمة، وتخصيص الموارد الّلازمة لمعالجتها.
يمكن تعريف الأنظمة بأنّها خطّية أو غير خطّية (معقّدة)، حيث أنّ الأنظمة الخطّية سهلة الفهم ويمكن التّنبؤ بها من خلال المعطيات على عكس الأنظمة غير الخطّية غير المتوقّعة عندما تتغيّر المعطيات الخاصة بها. في هذه الحالة، إن تقييم مخاطر الأنظمة اللّاخطية يكون أكثر تعقيدا وتحدّيا.
في هندسة الأنظمة المعقّدة، يتمّ إجراء تقييمات لهذه المخاطر المعقّدة في كثير من الأحيان من خلال الاستعانة بهندسة الأمان وهندسة الاعتماديّة عندما يتعلّق الأمر بالمخاطر الّتي تهدّد الحياة أو البيئة أو تشغيل ماكينات معيّنة. إن قطاعات الزّراعة، الطّاقة النوويّة، الطّيران، البترول، السكك الحديديّة والقطاع العسكري تتمتّع بتاريخ طويل في التعامل مع تقييم المخاطر. كما أنّ القطاع الطبي، المستشفيات، قطاع الخدمة الاجتماعيّة. والصّناعات الغذائيّة تخضع إلى عمليّة التحكم بالمخاطر وتقييمها بشكل مستمر. إنّ طرق وأساليب تقييم المخاطر قد تختلف من قطاع إلى آخر ومن صناعة إلى أخرى فمن الممكن أن ترتبط بالأوضاع الماليّة العامة أو بتقييم المخاطر البيئيّة أو الصحيّة العامة [8].

### المجتمعيّة
أمّا المقياس الأكبر لتقييم المخاطر فيكون على المستوى المنهجيّ، أي المؤسسات الحكوميّة والوزارات وما يوازيها. إنّ الإدارة المعنيّة بالمشروع تحددّ تقييمات للمخاطر بمساعدة الخبرات المتوفّرة كجزء من عمليّة التّخطيط، وتُنشئ أنظمة لضمان أن تكون الإجراءات المطلوبة لإدارة المخاطر في مكانها الصحيح.

## خطوات تقييم المخاطر
لقد تمّ تحديد خمسة خطوات أساسيّة لتقييم المخاطر كما يوضحه المستند 2:

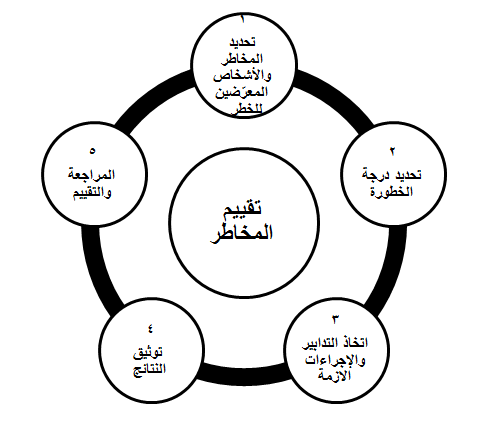
المستند 2: خطوات تقييم المخاطر

### 1. تحديد المخاطر والأشخاص المعرّضين للخطر:
هي الخطوة الأولى والأهمّ، حيث يتمّ بدقّة تحديد جميع المخاطر المحتملة والأشخاص المعنييّن بها ويتألّف هذا الجزء من المراحل  الثّلاثة التّالية:
إدراك المشكلة: هو الاعتراف بوجود مشكلة وتكوين فكرة أولية عنها. ويتمّ التعرف على المشكلة بطريقتين:
-  تفاعليّة: إيجاد حلول للمشكلة الحاليّة
-  استباقية: إيجاد حلول للمشكلة قبل الوقوع فيها
الخطوة الأولى في تقييم المخاطر هي تحديد السّياق. هذا يحد من نطاق المخاطر التي يجب مراعاتها. يتبع ذلك تحديد المخاطر المرئيّة والضمنيّة الّتي قد تهدّد المشروع وتحديد الطّبيعة النوعيّة للعواقب الضّارة المحتملة لكل خطر. من الضروريّ أيضًا تحديد الأطراف الّتي قد تتأثّر بالعواقب المترتّبة عن تفعيل الخطر.
إذا كانت الّنتائج تعتمد على مقدار التّعرض لهذه المخاطر، وجب تحديد العلاقة بين مقدار التّعرض للخطر، شدّته، مدّة أو عدد مرّات التّعرض له. هذه هي الحالة العامّة للعديد من المخاطر الصحية حيث أنّ آلية الإصابة هي التّسمم أو الإصابة متكررة. بالنّسبة للمخاطر الأخرى، قد تحدث العواقب أو قد لا تحدث، وقد تكون شدّة المخاطر متغيّرة في ظلّ الظّروف نفسها. مثلاً قد يؤدّي السّقوط من نفس المكان إلى حدوث إصابة طفيفة أو حدوث وفاة، وفقًا لتفاصيل غير متوقعة. في الحالات التي تكون فيها السّجلات الإحصائّية متوفّرة، يمكن استخدامها لتقييم المخاطر، ولكن في العديد من الحالات لا توجد بيانات أو إذا وجدت تكون غير كافية.
قبول المشكلة: أي تحديد القدرة على التّصدي للمشكلة وتخصيص الموارد الأزمة لمعالجتها في الوقت المناسب.
تعريف المشكلة: في هذه المرحلة، تُوَضَّح المشكلة بالكامل بكافّة تفاصيلها للمرّة الأولى.
بمجرد تعيين المخاطر المحتملة، يجب تحديد من قد يتعرّض للأذى وكيف، مثلاً الأشخاص أو العمًال المتواجدين في المستودعات أو أماكن العمل أو المستهلكين للمنتجات، إلخ..

### 2. تحديد درجة الخطورة
هناك العديد من الطرق الإحصائيّة التي يمكن بواسطتها تقييم درجة الخطر لكن أبسطها وأكثرها فاعليّة هو وصف درجة الخطر بأنها عالية جدّا، عالية، متوسّطة، منخفضة ومنخفضة جدًّا وفقاً للخصائص التّالية:
تأثير الخطر يمكن تحديده بالاعتماد على حجم الخطر.
احتمال حدوث الخطر ويمكن تحديده بالاعتماد على تكرار فترة التعرّض للخطر، كفاءة وأهليّة الشّخص المعرّض للخطر ودرجة الإشراف والإرشاد الموجودة.
ويصنًف كل من التّأثير والاحتمال بأنه عالي، متوسّط أو منخفض وبالتّالي تحدّد درجات الخطر بحسب الجدول التّالي:
| الاحتمال← التأثير↓ | عالي     | متوسط | منخفض     |
| ------------------ | -------- | ----- | --------- |
| عالي               | عالي جدا | عالي  | متوسط     |
| متوسط              | عالي     | متوسط | منخفض     |
| منخفض              | متوسط    | منخفض | منخفض جدا |

إنّ المخاطر التّي تصنّف ضمن درجة الخطورة العالية يجب أن تؤخذ الاحتياطات والتّدابير الاّزمة للحد من الخطر النّاتج عنها بأسرع وقت ممكن، في حين يتمّ وضع جدول زمنيّ للحدّ من المخاطر الّتي تصنّف ضمن درجة الخطورة المتوسّطة ومن ثمّ درجة الخطورة المنخفضة.

### 3. اتّخاذ التدابير والإجراءات اللّازمة
بعد «تحديد المخاطر» و «تحديد من قد يتعرّض للأذى وكيف»، يجب حماية الأشخاص إمّا من خلال إزالة المخاطر بالكامل أو السّيطرة عليها من خلال اللّجوء إلى خيارات أقلّ خطورة بحيث تكون النتائج السلبيّة والأضرار غير محتملة.

### 4. توثيق النّتائج الهامّة التي تمّ التوصّل إليها
بعد الانتهاء من عمليّة تقييم المخاطر، يجب الاحتفاظ بسجلّ واضح ودقيق عن أهمّ النّتائج التّي تمّ التّوصل إليها. والهدف من ذلك هو تحسين مستوى السّلامة على أن يتضمن هذا السّجل ما يلي:
- اسم المنشأة واسم المقيّم
- تاريخ التّقييم وتاريخ مراجعة التّقييم
- المخاطر التّي تمّ رصدها والأشخاص المعرّضين لها
- درجة الخطورة
- الإجراءات التّي تم اتّخاذها للحدّ من المخاطر
- الشّخص الذي قام بالإجراء التصحيحيّ
- المدّة التّي تمّ خلالها اتّخاذ الإجراء

### 5. المراجعة والتقييم[11]
إنّ عدداً قليلاً من أماكن العمل تبقى كما هي، ونتيجة لذلك يجب مراجعة تقييم المخاطر وتحديثه بشكلٍ منتظم وعند الحاجة.
وتصبح المراجعة أمر ضروريّ في الحالات التّالية:
- ظهور معلومات تكشف عن مخاطر جديدة لم تكن معروفة من قبل.
- وقوع حوادث أو التّبليغ عن إصابات.
- تعديل التّشريعات المعمول بها أو إصدار تعليمات وقرارات جديدة.

## مفهوم تقييم المخاطر
إنً التغيّر التكنولوجيّ السريع، زيادة حجم المجمّعات الصناعيّة، المنافسة في السوق وعوامل أخرى ساهمت في تزايد المخاطر الاجتماعية في العقود القليلة الماضية. على هذا النحو، يصبح تقييم المخاطر مهماّ في تخفيف الحوادث، تأمين السّلامة وتحسين النتائج.
يجب أن يكون تقييم المخاطر تقييماً موضوعياّ يتمّ فيه عرض الافتراضات والشكوك بوضوح وتقديمها وينطوي على الشّكل التّالي:
-          تحديد المخاطر (ما يمكن أن يحدث ولماذا؟)
-          العواقب المحتملة
-          احتمالية حدوثها
-          إمكانيّة تحمّل أو قبول هذه المخاطر
-          طرق تخفيف أو تقليل المخاطر
على النحو الأمثل، ينطوي أيضا على الاحتفاظ بوثائق تقييم المخاطر ونتائجها، يطبق أساليب التخفيف ومراجعة التقييم (أو ما يعرف بخطة إدارة المخاطر) مقترنة بآخر التّحديثات عند الضرورة. في بعض الأحيان، يمكن اعتبار المخاطر مقبولة بمعنى أن الخطر مسموح به وغالباً ما يعود السبب إلى التّكلفة العالية أو صعوبة اتّخاذ تدابير مضادّة للخطر تتجاوز توقّعات الخسارة.

### معايير المخاطر المقبولة
أصبحت فكرة عدم زيادة خطر الحياة بأكثر من واحد في المليون شائعة في الخطاب الصحيّ العام وفي السياسات المعتمدة. يَسمح إتّخاذ القرارات البيئيّة بتقدير المخاطر الفرديّة التي يحتمل أن تكون «مقبولة» إذا كانت أقلّ من واحد من بين كل عشرة آلاف فرصة لزيادة الخطر. معايير منخفضة المخاطر مثل هذه توفر بعض الحماية حيث يمكن أن يتعرّض الأفراد لمواد كيميائيّة متعدّدة، الملوثات أو المضافات الغذائيّة أو المواد الكيميائيّة الأخرى. في الممارسة العملية، لا يمكن أن يكون الخطر الحقيقيّ ممكنا إلاّ بقمع النّشاط المسبّب للمخاطر.
قد لا تكون المتطلبات الصّارمة لواحد في المليون ممكنة من الناحية التقنيّة أو قد تكون عمليّة وقف النشاط المسبّب للمخاطر باهظة للغاية. إنّ الطريقة المثلى هو أن يحصل توازن بين المخاطر والفوائد. على سبيل المثال، ينتج عن الانبعاثات الصّادرة عن محارق المستشفيات عدد معيّن من الوفيّات سنوياً. الخطر المرتبط بعدم الحرق هو الانتشار المحتمل للأمراض المعدية. مزيد من التفكير يحدد خيارات مثل فصل النفايات غير المعدية من النفايات المعدية.
التفكير الذّكي حول مجموعة كاملة من الخيارات أمر ضروري. وبالتّالي، من المعتاد أن يكون هناك تكرار للعمليّة بين التحليل، النظر في الخيارات، ومتابعة التحليل.
إنُّ الجزء الأصعب في عمليّة إدارة المخاطر هو أنّ الكميّات الّتي يتمّ تقييم المخاطر بها - الخسارة المحتملة واحتمال حدوث الخطر-  قد يكون من الصعب قياسها. إنّ فرصة الخطأ في قياس هذين المفهومين عالية جداّ. وغالباً ما يتمّ التعامل مع الخطر ذو الخسائر الكبيرة وإمكانيّة الحدوث المنخفضة بشكل مختلف عن الخطر ذو الخسائر الخفيفة وإمكانيّة الحدوث العالية. من النّاحية النظريّة، كلاهما ذو أولويّة متساوية تقريبا، لكن في الواقع يمكن أن يكون من الصعب إدارة المخاطر عند مواجهة ندرة الموارد وبخاصّة الوقت.

### التصوّر الرياضيّ
للتعبير عن عمليّة إدارة المخاطر بالطريقة الرياضيّة، يمكن تحديد المخاطر الإجمالية كمجموع للمخاطر الفردية والّتي يمكن حسابها على النحو التالي:
خ= الخسائر المحتملة
ح= احتمالية حدوث الخطر
- الخطر الفرديّ= الخسائر المحتملة × احتمالية حدوثه
 الخطر الفرديّ= خ × ح
-المخاطر الإجماليّة =  مجموع المخاطر الفرديّة
المخاطر الإجماليّة =  (خ1×ح1 + خ2×ح2 +خ3×ح3 + .....)
عند تقييم المخاطرالمتعلّقة بالصّحة العامّة والقرارات البيئيّة، فإنّ الخسارة هي مجرد وصف لفظيّ للنّتيجة، مثلاً زيادة حدوث السرطان أو حدوث عيوب خلقيّة. أما بالنسبة للمخاطر الماليّة فيمكن تحديد مقدار الخسارة بالمقياس الشائع مثل عملة البلد أو بعض المقاييس الرقميّة لنوعيّة الحياة في موقع محدد.
إن كان تقدير المخاطر يأخذ بالحسبان المعلومات عن أعداد الاشخاص المعرّضين للخطر، يطلق عليه «المخاطر السكانيّة» وتكون وحدة قياسه هي الحالات المتزايدة المتوقّعة في كل فترة زمنيّة. أما إذا كان تقدير المخاطر لا يأخذ بعين الاعتبار عدد الأشخاص المعرّضين للخطر، يطلق عليه «الخطر الفرديّ» ووحدة قياسه هي معدّل الحوادث في فترة زمنيّة معيّنة.
المخاطر السّكانية هي الأكثرإستخداماً في تحليل الكلفة والفوائد. أما المخاطر الفرديّة فهي أكثر إستخداماً لتقييم ما إذا كانت المخاطر على الأفراد مقبولة أو غير مقبولة

### تقييم المخاطر بطريقة كمّية
عند تقييم المخاطر بطريقة كميّة يمكن استخدام «حساب الخسارة السنويّة المتوقّعة» لتبرير كلفة تنفيذ التّدابير المُتّخذة لتجنّب المخاطر. ويمكن احتساب ذلك بضرب «توقع الخسارة الفرديّة» (وهي فقدان القيمة على أساس حادث أمنيّ واحد) «بمعدّل الحدوث السنوي» (وهو تقدير لكم مرة يحدث فيها هذا التهديد سنويّا وينتج عنه آثار سلبيّة.
غير أنّ الجدوى  من تقييم المخاطر بالطريقة الكميّة قد تمّ التشكيك بها من قبل  «باري كومونر»، «بريان وين» وغيرهم من النّقاد اللّذين أعربوا عن مخاوفهم من أنّ تقييم المخاطر يميل إلى أن يكون كميًا أكثر من اللازم وغير كاف. على سبيل المثال، يقول النّقاد أنّ تقييمات المخاطر تتجاهل الاختلافات النوعيّة بين المخاطر. فالتّقييمات قد تخفض أهمية المعلومات غير القابلة للقياس الكميّ أو الّتي يتعذّر الوصول إليها، مثلاً الاختلافات بين فئات الأشخاص المعرّضين للمخاطر، أو الحالة الاجتماعية الخاصّة بهم. علاوة على ذلك، يدّعي كل من «كومونر» و «أوبرين» أنّ المقاربات الكميّة تصرف الانتباه عن التّدابير الاحترازيّة أو الوقائيّة.

### مخاطر تعتمد على الكميّة
إنّ تحليل الاستجابة للكميّة التي نتعرّض لها من المخاطر، هو تحديد العلاقة بين الكميّة ونوع الاستجابة السلبية أوإحتمال حدوث هذا التأثيرالسلبيّ. إنّ الصعوبة في هذه الخطوة تكون في الحاجة إلى إستنتاج الأمور من التّجارب على الحيوانات (مثل الفأر). بالإضافة إلى ذلك، إنّ الاختلافات بين الأفراد تكون بسبب الوراثة أو عوامل أخرى يعني أن الخطر قد يكون أعلى لمجموعات معّينة تسّمى الفئة الحساسة من السّكان.
تقدير الكمّية، يهدف إلى تحديد كمّية الملوث التي يتلقّاها الأفراد والسّكان، إما على مستوى الاتّصال المباشر (على سبيل المثال كمّية الملوّثات في الهواء المحيط) أو كالمقدارالمستهلك (على سبيل المثال الجرعة اليوميّة من الملوّثات التي يتمّ تناولها في الماء). ويتمّ ذلك عن طريق فحص نتائج التعرض. كما من المحتمل أن يكون هناك اختلاف في الموقع وأنماط الحياة وذلك يؤثّر على كمّية الملوثات أو على نطاق توزيعها، ومن خلال معرفة هذه المعلومات يتم توفير عناية خاصّة لهؤلاء السكان.

### تقييم المخاطر بطريقة ديناميكيّة
في الحالات الطّارئة، غالباً ما تكون الحالة والمخاطر أقل قابلية للتنبؤ من المواقف المخطط لها. بشكل عام، إذا كانت الحالة والمخاطر قابلة للتوقّع تكون الإجراءات النمذجيّة المنصوصة كافية للتّصدي للخطر. وينطبق ذلك أيضاً في بعض حالات الطوارئ مع وجود استراتيجيات معدة لإدارة الوضع. في هذه الحالات، يمكن إدارة المخاطر دون مساعدة خارجية، أو مع مساعدة من فريق احتياطيّ على استعداد  دائم للتدخل وتقديم الدّعم.
تحدث حالات طوارئ أخرى حيث لا يوجد بروتوكول مسبق للتّعامل مع المشكلة، أو عندما يتمّ الاستعانة بمجموعة خارجيّة للتّعامل مع الوضع. وتشمل الأمثلة الشّرطة وإدارة الإطفاء، الاستجابة للكوارث وفرق الإنقاذ الأخرى التّابعة للخدمة العامة. في هذه الحالات يمكن تقييم المخاطر من قبل الموظّفين المعنيّين وتقديم المشورة المناسبة للحد من المخاطر.
إنّ تقييم المخاطر الديناميكية هو المرحلة النهائيّة لنظام متكامل لتوفير السّلامة خلال الظروف المتغيرة. وهو يعتمد على الخبرة والتدريب والتعليم المستمر، بما في ذلك فعاليّة إستخلاص المعلومات لتحليل ليس فقط ما حدث من خطأ، بل ما حصل بشكل صحيح ومشاركة ذلك مع الأعضاء الآخرين من الفريق والموظفّين المسؤولين عن تقييم المخاطر .

## تقييم المخاطر في مشاريع البناء
إنّ الأخطار في أعمال البناء مرتفعة جّدا ويمكن أن تنتج من فريق المشروع المؤقّت، من شركات مختلفة  أو من موقع البناء نفسه. إنّ حجم وتعقيد منشآت البناء تتزايد يوماً بعد يوم مما يزيد من المخاطر المحتملة، بالإضافة إلى الظّروف السياسيّة والاقتصادية والاجتماعيّة حيث يتمّ تنفيذ هذه المنشأة. يمكن أن يكون الخطر المحيط بالمنشأة  محدّدا كحدث أو حالة غير مؤكّدة تحمل في حال حدوثها تأثير إيجابيّ أو سلبيّ على مشروع البناء مثل الوقت، التّكلفة والجودة. وأيّة انعكاسات سلبيّة ومخاطر تسبّب تجاوز في التّكاليف ووقت تنفيذ المشروع.

## مستقبل تقييم المخاطر
يجب أن يتطوّر تقييم المخاطر للتّصدي للتّحديات القائمة والمستقبليّة، والنّظر في النّظم والابتكارات الجديدة التي نشهدها حاليّا والتي سوف تأتي في المستقبل. نتيجة لذلك، يجب التّأقلم مع التّغيرات السريعة والابتكارات وتحليل التّحديات التي يطرحها هؤلاء في مجال تقييم المخاطر. على سبيل المثال، تتزايد التغيّرات المناخيّة والأحداث الطبيعيّة المتطرّفة الّتي تهدّد البنى التحتية، ومصادر هذه التغيّرات والمخاطر هذه غير مؤكّدة إلى حدّ كبير، وبالتّالي، من الصّعب وصفها نموذجيّا وكميّا.

## خلاصة
إنّ تقييم المخاطر هو عمليّة تهدف إلى دراسة المخاطر للحدّ منها أو إتّخاذ إجراءات لتخفيف ضررها. وهي عمليّة مستمرة في جميع خطوات الخطر المقصود دراسته، قبل المباشرة به، خلال العمل به وبعده. ويتمّ ذلك من خلال توثيق النّتائج المستحصلة للاستفادة منها وتحليلها، ولإعادة دراسة التّغيرات الّتي طرأت عليها.
كما وأنّها تستخدم على كافة الأصعدة، سواء لحل مشاكل يوميّة بسيطة أو أزمات أكثر تعقيداً على الصّعيد القوميّ. ويمكن من خلالها الحصول على نتائج وأرقام من خلال عملياّت رياضية، أو الحصول على مؤّشر أو شرح مفصًل للمشكلة تساعد في إتّخاذ قرارات بشأنها للوصول إلى الهدف الأهمّ وهو الحدّ من الخطر.